# Eupithecia goslina
Eupithecia goslina là một loài bướm đêm trong họ Geometridae.